# Limonen
Limonen (systematický název 1-methyl-4-(prop-1-en-2-yl)cyklohexen) je uhlovodík klasifikovaný jako cyklický terpen. Při pokojové teplotě jde o bezbarvou kapalinu extrémně silně vonící po pomerančích. Svůj název sloučenina získala podle citronu (Citrus limon), protože citronová kůra, podobně jako kůra jiných citrusových plodů, obsahuje významné množství této sloučeniny, která je z velké míry odpovědná za jejich vůni. Limonen má chirální molekulu, a jak je v takových případech běžné, biologické zdroje produkují jediný enantiomer: hlavní průmyslový zdroj, citrusové plody, obsahují (+)-limonen, což je (R)-enantiomer (CAS 5989-27-5, EINECS 227-813-5). Racemický limonen je znám jako dipenten.

## Chemické vlastnosti

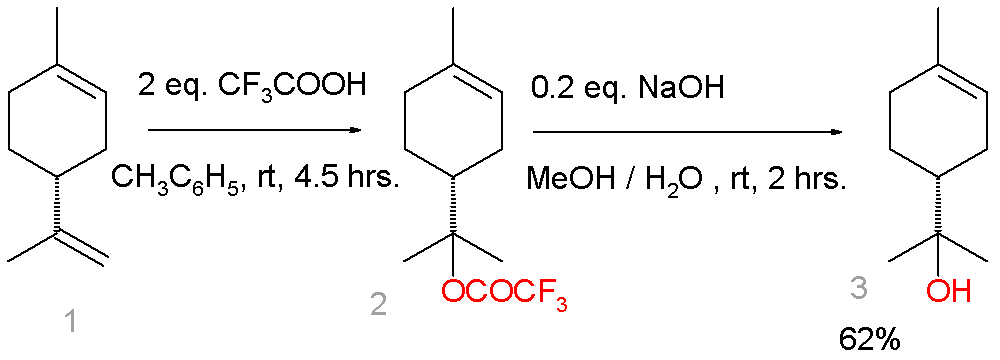
Biosyntéza limonenu z geranylpyrofosfátu

Limonen je poměrně stabilní terpen, lze ho destilovat bez rozkladu. Při zvýšené teplotě se ovšem krakuje za vzniku isoprenu. Na vlhkém vzduchu se snadno oxiduje na karveol a karvon. Dehydrogenace sírou poskytuje p-cymen, sulfan a určité množství sulfidů.
Limonen se přirozeně vyskytuje jako (R)-enantiomer, ale při 300 °C racemizuje na dipenten. Zahřívá-li se limonen s minerální kyselinou, izomerizuje na konjugovaný dien α-terpinen, který se snadno oxiduje na p-cymen, aromatický uhlovodík. Mezi důkazy této izomerizace patří vznik Dielsových–Alderových adičních sloučenin α-terpinenu při zahřívání limonenu s maleinanhydridem.
Reakci lze selektivně aplikovat na jednu z dvojných vazeb. Chlorovodík reaguje přednostně na disubstituovaném alkenu, kdežto epoxidace kyselinou metachlorperoxybenzoovou (MCPBA) probíhá na trisubstituovaném alkenu. V obou případech lze přivést do reakce i druhou dvojnou vazbu mezi uhlíky, je-li to žádoucí.
V jiné metodě syntézy při Markovnikovově adici kyseliny trifluoroctové s následnou hydrolýzou octanu vzniká terpineol.
Z konverzí limonenu se v praxi nejčastěji používá konverze na karvon. Třístupňová reakce začíná regioselektivní adicí nitrosylchloridu přes trisubstituovanou dvojnou vazbu. Dále se provede konverze na oxim (pomocí zásady) a nakonec se odstraní hydroxylamin a vznikne keton karvon.

## Biosyntéza
Limonen vzniká z geranylpyrofosfátu přes cyklizaci nerylových karbokationů nebo jejich ekvivalentů, jak je vidět níže. Závěrečný krok zahrnuje ztrátu protonu z kationtu za vzniku alkenu.

## Použití
Hlavní oblastí použití (+)-limonenu je jako prekurzor pro výrobu karvonu.
Limonen se běžně používá v kosmetických výrobcích. Jakožto hlavní složka vůně citrusů (z čeledi routovitých, Rutaceae) se (+)-limonen používá při výrobě potravin a některých léků, např. hořkých alkaloidů, k ochucování. Lze použít také jako botanický insekticid. Přidává se do čisticích prostředků (např. k mytí rukou) jako citronovo-pomerančové aroma (viz pomerančový olej). Naopak L-limonen má borovicovou vůni podobnou terpentýnu.
Limonen se čím dál více používá jako rozpouštědlo pro čištění, například pro odstraňování oleje ze strojních součástí, protože se vyrábí z obnovitelných zdrojů (z citrusového oleje, který je vedlejším produktem při výrobě šťáv z citrusů). Může sloužit také jako odstraňovač nátěrů, nanese-li se na natřené dřevo.
Protože je limonen hořlavý, lze ho považovat i za biopalivo.

## Bezpečnost
Limonen a jeho oxidační produkty dráždí kůži a dýchací cesty. Limonen-1,2-oxid (vznikající vzdušnou oxidací limonenu) je známý svými senzibilizačními účinky na kůži. Většina hlášených případů podráždění souvisí s dlouhodobou průmyslovou expozicí čisté sloučenině, např. při odmašťování nebo při přípravě barev. Avšak studie pacientů s dermatitidou ukázala, že 3 % byla senzibilizována na limonen.
Přestože se o limonenu myslelo, že způsobuje u potkanů nádory ledvin, nyní je některými vědci považován za významné chemopreventivní činidlo s potenciální hodnotou jako protinádorový prvek ve výživě lidí. Nejsou žádné důkazy o karcinogenitě nebo genotoxicitě u lidí. IARC klasifikuje (+)-limonen do třídy 3: není klasifikovatelný jako lidský karcinogen.
Nejsou k dispozici žádné informace dopadech inhalační expozice (+)-limonenu na lidské zdraví, nebyly ani prováděny žádné dlouhodobé studie na laboratorních zvířatech.
(+)-limonen je biologicky odbouratelný, ale vzhledem k jeho nízkému zápalnému bodu se s ním musí nakládat jako s nebezpečným odpadem.